# へき地医療拠点病院
へき地医療拠点病院（へきちいりょうきょてんびょういん）とは、日本のへき地において、へき地医療支援機構の指導・調整により医療を提供する病院である。

## へき地医療拠点病院の事業（へき地保健医療対策等実施要綱（抄））
（太字のいずれかの事業は必須）
- 巡回診療等によるへき地住民の医療確保に関すること。
- へき地診療所等への代診医等の派遣（継続的な医師派遣も含む）及び技術指導、援助に関すること。
- 特例措置許可病院への医師の派遣に関すること。
- 派遣医師等の確保に関すること。
- へき地の医療従事者に対する研修及び研究施設の提供に関すること。
- 遠隔医療等の各種診療支援に関すること。
- 総合的な診療能力を有し、プライマリ・ケアを実践できる医師の育成に関すること。
- その他都道府県及び市町村がへき地における医療確保のため実施する事業に対する協力に関すること。